# Уилсон, Роберт Чарльз
Ро́берт Чарльз Уи́лсон (англ. Robert Charles Wilson; 15 декабря 1953 года, Уиттиер, Калифорния, США) — канадский писатель-фантаст.
Детство провёл в Торонто, Онтарио. В 1970-х годах жил в городе Уиттиер, Калифорния. Большую часть своей жизни прожил в Канаде и в 2007 году получил гражданство Канады. В настоящее время живёт вместе с женой в городе Конкорд, Онтарио. У Уилсона есть два сына, Пол и Девон.
Стивен Кинг назвал Уилсона «возможно, лучший автор научной фантастики на сегодняшний день».
На русском языке вышла трилогия «Спин» (романы «Спин», «Ось» и «Вихрь»), а также два рассказа: «Разделённые бесконечностью» (англ. Divided by Infinity) и «Джулиан. Рождественская история» (англ. Julian: A Christmas Story)

## Литературные премии
- 1995 — Премия Филипа Киндреда Дика за лучшую НФ-книгу в США «Mysterium» (1994)
- 2002 — Мемориальная премия Джона В. Кэмпбелла за лучший научно-фантастический роман за роман «The Chronoliths» (2001)
- 2006 — Хьюго за лучший роман «Спин» (2005)
- 2007 — Премия Теодора Старджона за лучший НФ-рассказ «The Cartesian Theater» (2006)